# Nelima insignita
Nelima insignita is een hooiwagen uit de familie Sclerosomatidae.